# Оха (станция)
Оха — ликвидированная железнодорожная станция узкоколейной железной дороги Оха — Ноглики и ведомственной железной дороги Оха — Москальво, принадлежавших ОАО «РП-Сахалинморнефтегаз». Названа по расположению в одноимённом городе, являлась главной станцией всей железнодорожной сети Сахалиннефти.

## История
Первые узкоколейные железные дороги вблизи Охи появились в 1925 году, открылись участки Оха — Кайган и Оха — Уркт. Железная дорога широкой колеи пришла в Оху в 1934 году, после чего станция стала узловой. На станции открылся перегрузочный пункт с железных дорог колеи 750 мм на 1520 мм.
Строительство узкоколейной магистрали Оха — Ноглики — Набиль началось в 1948 году. В 1953 году станция Оха стала полноценным железнодорожным узлом.
До 1979 года по станции имелось пассажирское сообщение по обеим линиям. В 1979 году оно было прекращено, взамен пущен автобусный маршрут Оха — Москальво. Движение по узкоколейной трассе было прекращено с целью недопущения увеличения пассажиропотока после открытия станции Ноглики колеи 1067 мм.
В 1998 году прекратилось движение по широкой колее. К 1999 году линия Оха — Москальво была разобрана, была снята одна из рельсовых плетей на трёхниточном участке Оха — 5 км, где находились склады УПТОКа.
22 декабря 2006 года станция была закрыта вместе со всей трассой узкоколейной железной дороги. К 2008 году станция была полностью разобрана.